# Гришина Марія Федорівна
Марія Федорівна Гришина (нар. 10 квітня 1923, Нова Маячка — ?) — українська радянська діячка, новатор сільськогосподарського виробництва, бригадир виноградарів винкомбінату «Перемога наймитів» (потім — винорадгоспу «Таврія») міста Нової Каховки Херсонської області. Герой Соціалістичної Праці (26.02.1958). Депутат Верховної Ради УРСР 5—7-го скликань.

## Біографія
Народилася 10 квітня 1923 року в селі  Новій Маячці (тепер смт Олешківського району Херсонської області) у родині селянина-середняка Федора Мартинова. Трудову діяльність розпочала у 1938 році робітницею винкомбінату «Перемога наймитів» села Основа Новомаячківського району Херсонської області. У 1944 році закінчила місячні курси бригадирів.
З 1944 року — бригадир виноградарської бригади винкомбінату «Перемога наймитів» Новомаячківського району (потім — винорадгоспу «Таврія» міста Нової Каховки) Херсонської області.
Член ВКП(б) з 1948 року.
Очолювана нею бригада прославилася високими врожаями винограду. При середньорічній врожайності винограду у винрадгоспі 55 центнерів з гектара, бригада Гришиної у 1958 році досягнула врожаю 132,8 центнерів з гектара на площі 33 га. У 1959 році бригаді Гришиної було присвоєно звання бригади комуністичної праці. Делегат XX з'їзду Компартії України.
Потім — на пенсії у місті Новій Каховці Херсонської області.

## Нагороди
- Герой Соціалістичної Праці (26.02.1958)
- орден Леніна (26.02.1958)
- орден Трудового Червоного Прапора
- ордени
- медалі
- почесний громадянин міста Нова Каховка